# Avorio
L'avorio è un materiale che si ricava dalle zanne e denti di animali come elefanti, trichechi e ippopotami. Veniva e viene tuttora lavorato per farne oggetti di vario uso quali gioielli, suppellettili e oggettistica per la casa.

## Caratteristiche
L'avorio è sostanzialmente dentina solidificata.  In linea di principio questo materiale è ricavabile in piccole quantità dai denti di molti animali, come l'ippopotamo e il cinghiale o anche dai resti degli antichi mammuth rinvenuti nel permafrost. Si parla invece impropriamente di avorio quando ci si riferisce al materiale di cui sono composti i corni del rinoceronte in quanto questi sono composti da cheratina, la stessa sostanza di cui sono fatte le unghie umane. Anche alcuni mammiferi marini, come il capodoglio, il narvalo o il tricheco coi suoi denti simili a zanne venivano uccisi per sottrarre loro i denti che forniscono una sostanza simile all'avorio. È fatta di polvere di avorio la cosiddetta "avorina".
Non si è trovato alcun materiale che fosse pari per bellezza ed elasticità all'avorio fornito dagli elefanti, neanche quello che si trova nel sottosuolo della Russia e dell'Alaska e che apparteneva ai grandi mammuth vissuti in quelle zone quarantamila anni or sono ed ora fossilizzati. Di questo tipo d'avorio fossile si fa oggi un uso copioso. Dopo tanti millenni di fossilizzazione ha sviluppato la vivianite, una sostanza assente nell'avorio nuovo che sottoposta ai raggi ultravioletti diventa rossa e altera il colore dell'avorio antico di mammuth, che già di rado è chiaro perché col tempo è diventato verde, nero, blu o rossastro.
Conosciuto e adoperato sin dall'antichità dagli egizi, dai greci, dagli indiani, dai cinesi e dai giapponesi, ha avuto una considerevole diffusione nei tre continenti del mondo antico. Tuttavia il suo uso ha comportato una continua e sempre più ingente soppressione degli elefanti, dei quali oggi rimane un numero limitato tanto che ne è stato vietato l'abbattimento se non in rarissimi casi. Ciò ha determinato sul mercato una diminuzione dell'offerta a fronte di un aumento crescente della domanda che ormai interessa quasi solamente l'Asia e l'Africa.
Fra tutti i materiali con cui si è tentato di sostituire l'avorio originale si annoverano l'avoriolina, l'ivorina, la plastica e anche la porcellana, il vetro e il cosiddetto avorio vegetale, ossia un materiale ricavato dai durissimi semi di due tipi di palma, il corozo e la dum, che in ogni modo possono servire solo per imitare i chicchi delle collane o per realizzare piccoli oggetti. Tuttavia il colore, la grana, la lucidità dell'avorio originale non sono facilmente riproducibili con comuni imitazioni.

## Storia

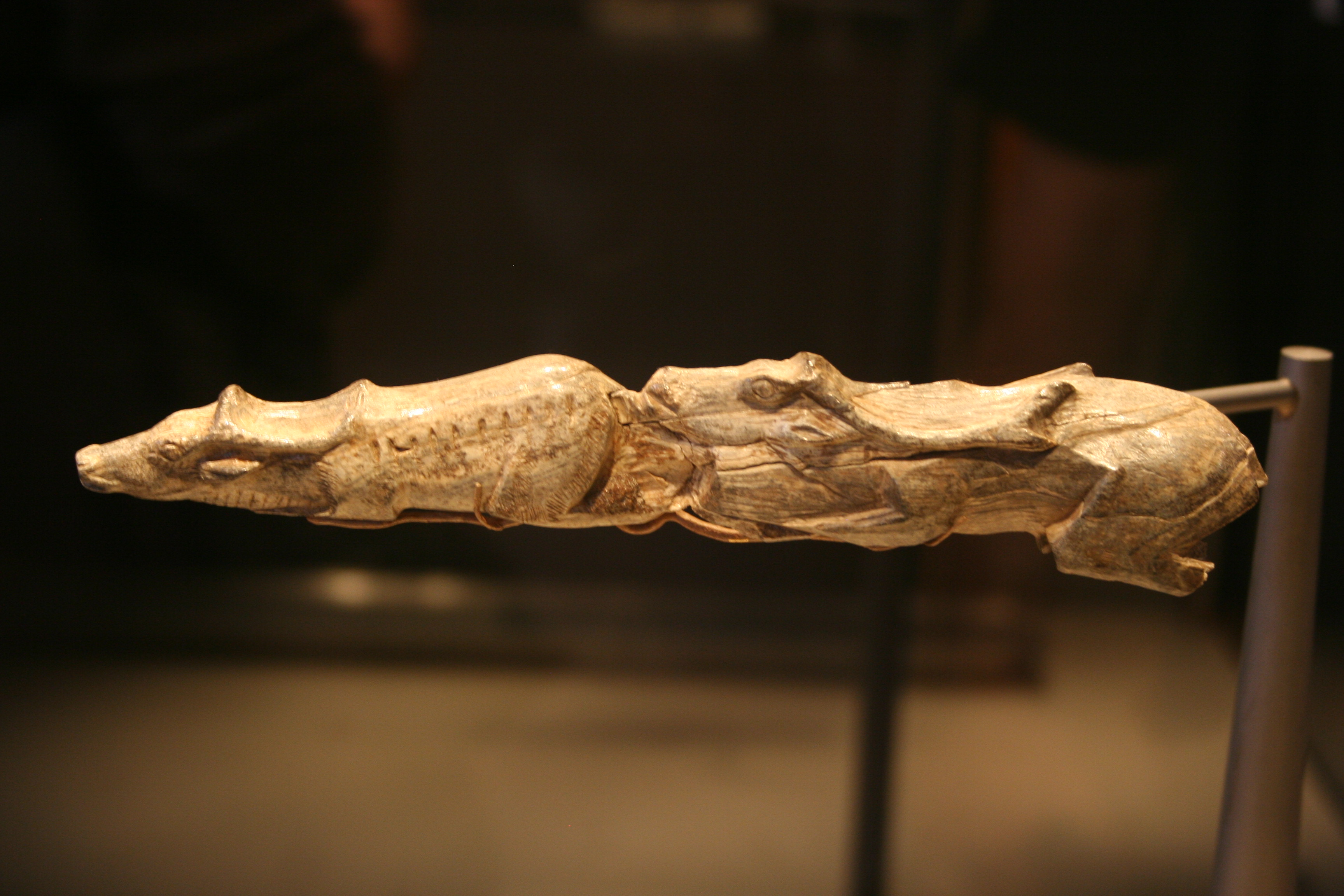
Piccola scultura preistorica raffigurante una coppia di renne che nuotano

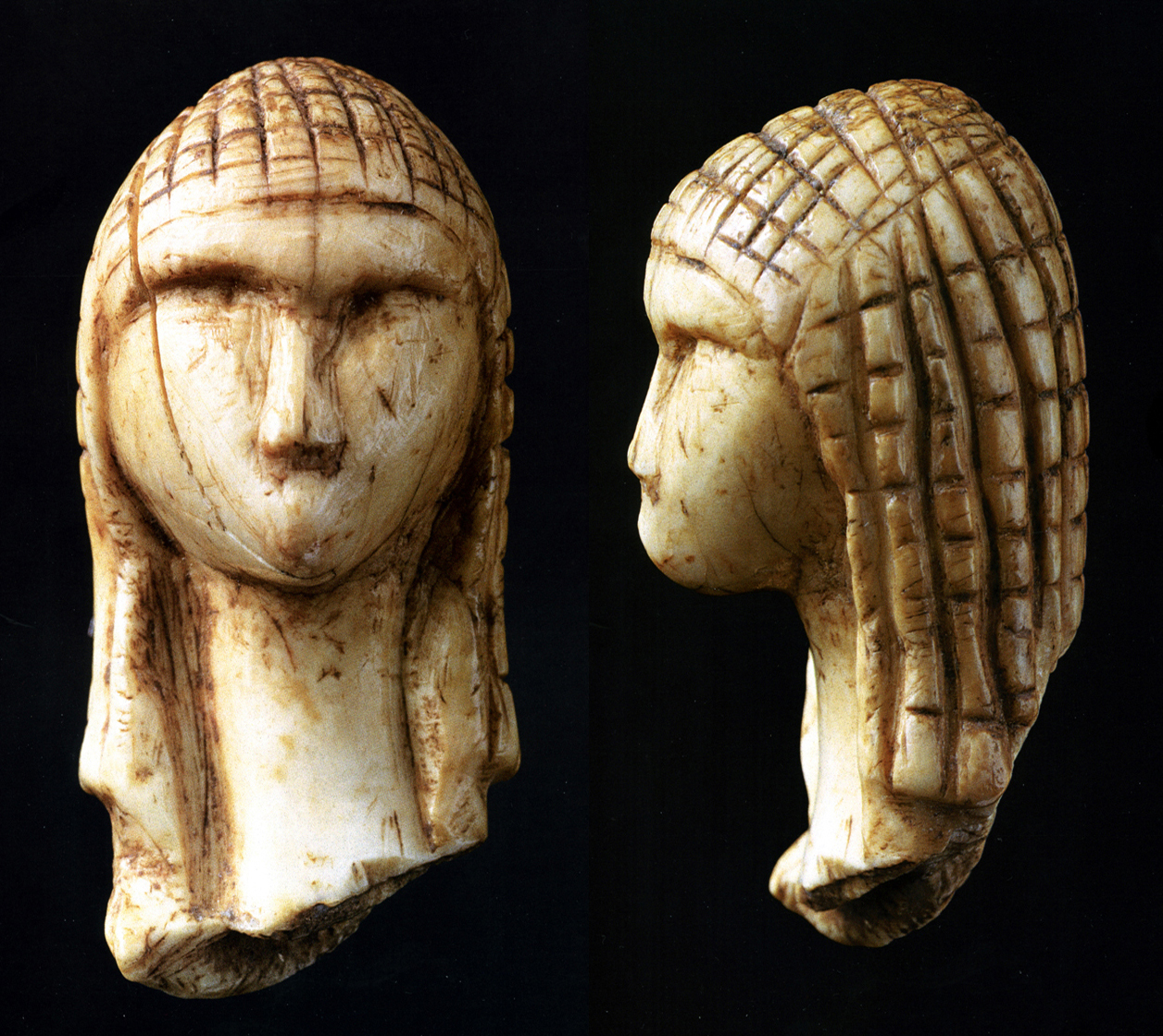
Venere di Brassempouy del paleolitico superiore

Ritrovamenti archeologici europei indicano che l'avorio delle zanne di mammuth fosse utilizzato in tempi preistorici come materiale per creare piccoli oggetti scolpiti, raffiguranti animali e talvolta figure umane, in particolare famose sono alcune veneri paleolitiche rinvenute in scavi in grotte.
Alcuni bracciali appartenenti ad un gruppo di reperti presumibilmente risalenti al 4000 a.C. sono considerati i più antichi tra gli oggetti del passato, rinvenuti per lo più nel corso di scavi archeologici operati nel bacino del Mediterraneo. Ritrovati a Mostagedda, in una tomba dell'Egitto predinastico, i bracciali, piuttosto piccoli, potrebbero essere stati ornamento di donne o bambini, forse come oggetti di distinzione sociale o tribale.
In India sono stati rintracciati reperti di lavorazioni con avorio a Taxila, risalenti al II secolo a.C.
Fiorente fu l'arte cretese dell'avorio come testimoniato dalle statuine rinvenute nel Palazzo di Cnosso, e da qui si trasferì sul continente.
Documenti scritti testimoniano l'uso dell'avorio in Grecia, dove lo scultore Fidia realizzò magnifiche ed enormi statue delle divinità tra cui quella di Zeus, statua composita da elementi in oro ed avorio, dette crisoelefantina, che non sono giunte sino a noi, ma di cui l'antichità era a conoscenza. Le donne greche e romane usavano collane, bracciali, pettini, spille, fermacapelli in avorio, materiale usato anche nelle decorazioni degli interni delle case e anche delle navi da parata. Una spilla per capelli, ritrovata nella Britannia romana, testimonia della diffusione dell'avorio sino ai margini del mondo mediterraneo.
Anche in Etruria non mancarono esempi di produzioni di statuette e tavolette in stile fenicio e nel mondo romano si diffuse ampiamente l'arte eburaria che raggiunse il suo massimo splendore durante la sua epoca finale, confermata dai dittici come quello di Probiano e di Stilicone.
L'Africa, che poteva godere direttamente dell'uso di questo materiale, ne faceva pur sempre oggetti di pregio che avevano spesso funzione religiosa e sociale. Tra quelli più recenti di questo tipo erano certamente alcuni bracciali del Benin in cui appare il tentativo di riproporre forme mutuate dai gioielli di stile europeo. Essi sono ornati con figure in altorilievo e propongono immagini di soldati con la corazza. Risalgono al XVI secolo, quando il Benin, un impero dalla struttura complessa, il cui sovrano era ritenuto di origini divine, allargò il suo dominio sui territori circostanti. Le figure militari fanno ritenere di uso virile i due bracciali.
In Europa alla fine del primo millennio l'avorio era sfruttato per creare oggetti non solo ornamentali, ma anche liturgici, e raggiunse una ricca e pregevole produzione nel mondo bizantino. In età romanica divennero usuali soprattutto i pastorali e i reliquiari architettonici, mentre nell'Età gotica la Francia assunse il primato di queste attività artistiche.

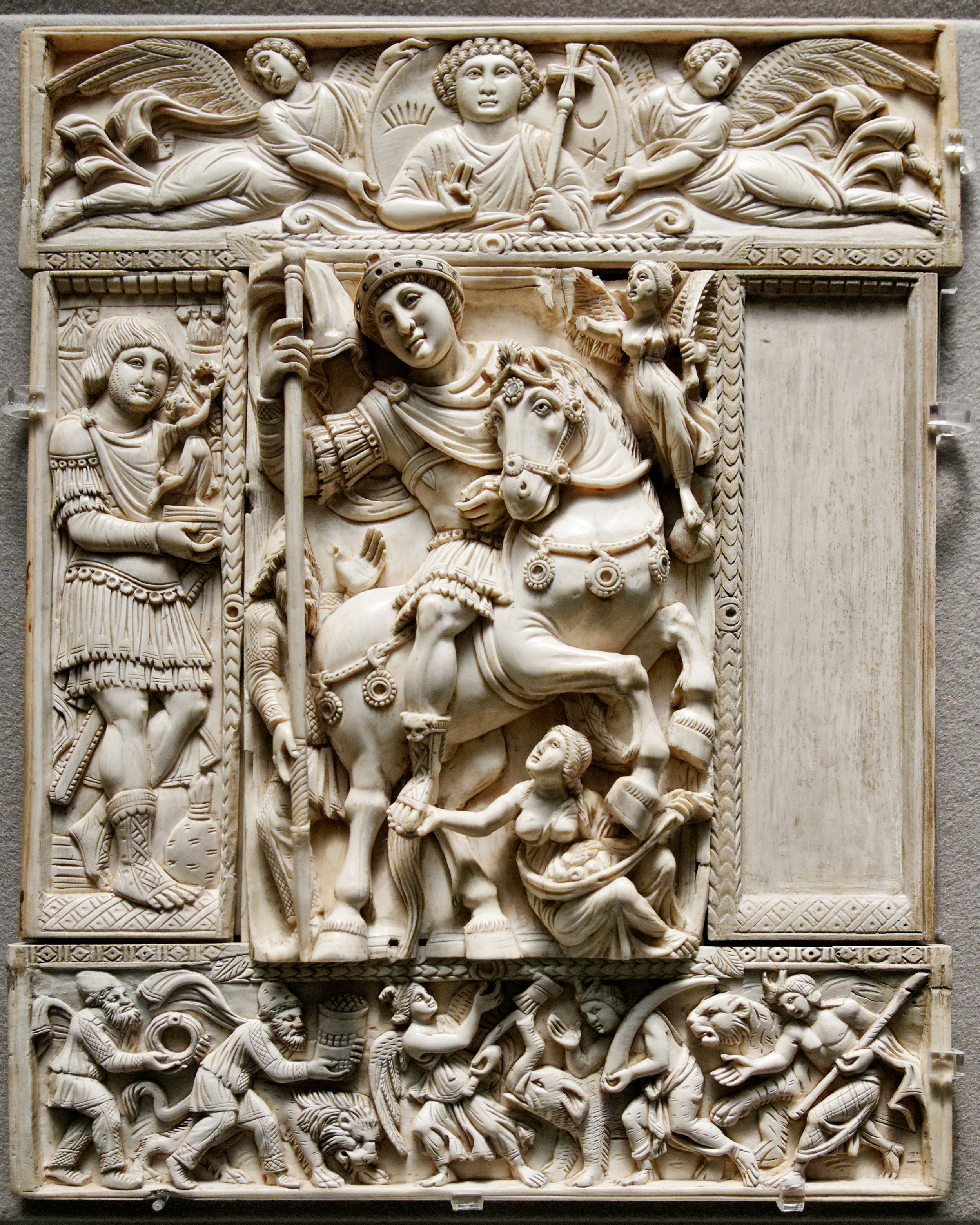
Avorio Barberini, VI secolo

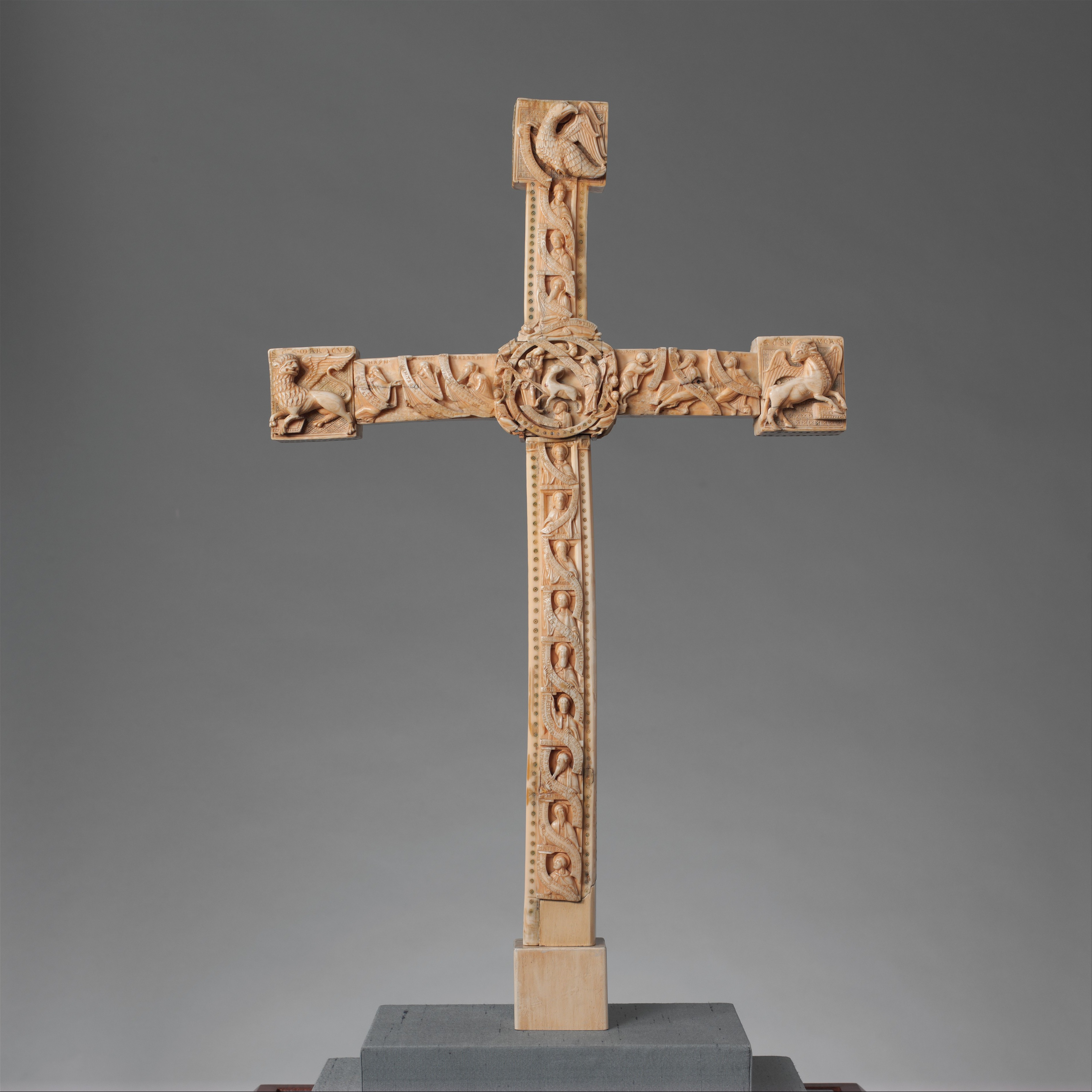
Cloisters Cross, XII secolo

In Sicilia e Spagna gli Arabi che vi si erano insediati facevano un grande uso dell'avorio che trattavano in maniera particolare, riuscendo a tagliare circolarmente le zanne degli elefanti in fogli sottili con cui poi ricoprivano cofanetti in legno che istoriavano e su cui incidevano le sure del Corano o scrivevano testi sacri. La Chiesa richiedeva lavori particolari, come reliquiari, pastorali, immagini della Madonna e dei Santi, crocifissi, acquasantiere. Principi e re collezionavano oggetti d'ogni genere tra cui straordinari avori preziosamente incisi. Capolavoro assoluto è il ciclo degli Avori Salernitani del XII secolo e frutto di varie maestranze, nonché unica opera giunta quasi nella sua interezza fino ai giorni nostri, e raffigurante scene bibliche.
L'avorio venne utilizzato anche per costruire i pezzi del gioco degli scacchi, come quelli rinvenuti sull'isola di Lewis (XII secolo).
La tendenza al collezionismo si fece più frequente dal XVI secolo in poi, anche per il desiderio di acquisire raccolte di naturalia e artificialia, ovvero di oggetti strani prodotti spontaneamente dalla natura e di oggetti originali creati dalle mani dell'uomo che vanno a confluire nelle cosiddette Wunderkammer, ossia le Camere delle meraviglie, che ospitavano mostri di natura e opere d'arte ricercate, perle, coralli, zanne di elefante al naturale e oggetti d'avorio abilmente lavorati.
Dal 1600 in poi, almeno per quattro generazioni, alla corte dei re di Danimarca non solo fu collezionata una quantità incredibile di oggetti acquistata o ricevuta in dono dai sovrani, ma essi stessi si dilettarono a lavorare l'avorio servendosi del tornio, cosa che anche le dame di corte consideravano un passatempo prediletto. Il castello di Rosenborg, presso Copenaghen, custodisce ancora il banco da tornitore appartenuto a Sofia Maddalena moglie di Cristiano V.
In quei secoli dalla Germania e dalle Fiandre giunse sino in Sicilia una copiosa produzione di oggetti in avorio acquisita sia dai privati sia dalla Chiesa.
Dal XII al XVII secolo vengono creati oggetti di varia destinazione, come per esempio degli agorai, che erano considerati indispensabili componenti dei corredi delle fanciulle nobili. Di grandezza variabile dai 14 ai 40 centimetri, erano tutti minuziosamente intagliati e istoriati con immagini della vita dei Santi e con gli stemmi della famiglia a cui apparteneva la damigella proprietaria dell'oggetto. La parte superiore dell'agoraio recava i buchi per gli aghi che vi dovevano essere conservati.
Nella produzione tedesca talvolta ai motivi sacri si sostituivano quelli profani tratti dal mondo classico, come la scultura, opera di un anonimo maestro del XVII secolo, che riproduce il cavaliere romano Marco Curzio nell'atto di immolarsi agli Dei per salvare Roma. La scultura, come altre di pregevole fattura, è ospitata nel Museo degli Argenti di Palazzo Pitti, a Firenze.
Altre opere di carattere devozionale furono create in Sicilia tra il XVII e il XVIII secolo: sculture riproducenti l'immagine della Madonna, soggetti ispirati ad argomenti o personaggi delle Sacre scritture, presepi o parti di essi.
Sebbene di queste opere non si conoscano i nomi degli autori, per molti riferimenti è possibile attribuirle a maestranze trapanesi abituate a lavorare anche il corallo.
Molte di esse, pervenute sino al XX secolo come tanti altri oggetti da wunderkammer, si trovavano nel Museo di San Martino delle Scale presso Palermo, il cui contenuto è ora stato suddiviso tra la Galleria Regionale della Sicilia e il Museo Nazionale di Palermo.
Tra la fine del XVIII e l'inizio del XIX secolo l'interesse per la lavorazione dell'avorio andava diminuendo.
L'unico filone lavorativo che resisteva era quello riferibile ad oggetti di interessi femminili.
Agorai di limitate dimensioni, oggetti posti in vendita come souvenir, collane, braccialetti, orecchini, monili di poco prezzo avevano ancora un certo mercato, come crocifissi, rosari, cornici.
Dalla fine del secolo XX in Europa la maggior parte di questi oggetti è andata in disuso: l'avorio è ricercato solo se di esso si trova qualche pezzo realizzato nel passato e che perciò rientra nel mercato dell'antiquariato. La domanda odierna è comunque notevole in Asia e in Africa e il prezzo si mantiene ovunque piuttosto alto per l'impossibilità di reperire la materia prima, vincolata dai divieti di raccolta e commercio delle zanne imposti per legge.

## Esemplari famosi
Al British Museum a Londra è esposto il paio di zanne più pesanti al mondo: lunghe 3,5 metri, con un diametro di 47 cm, pesano fra i 97 e 102 kg e provengono dal Kenya.
Un intarsio in avorio risalente al XIX secolo è esposto al Lizzardo Museum of Lapidary Art di Elmhurt negli Stati Uniti.

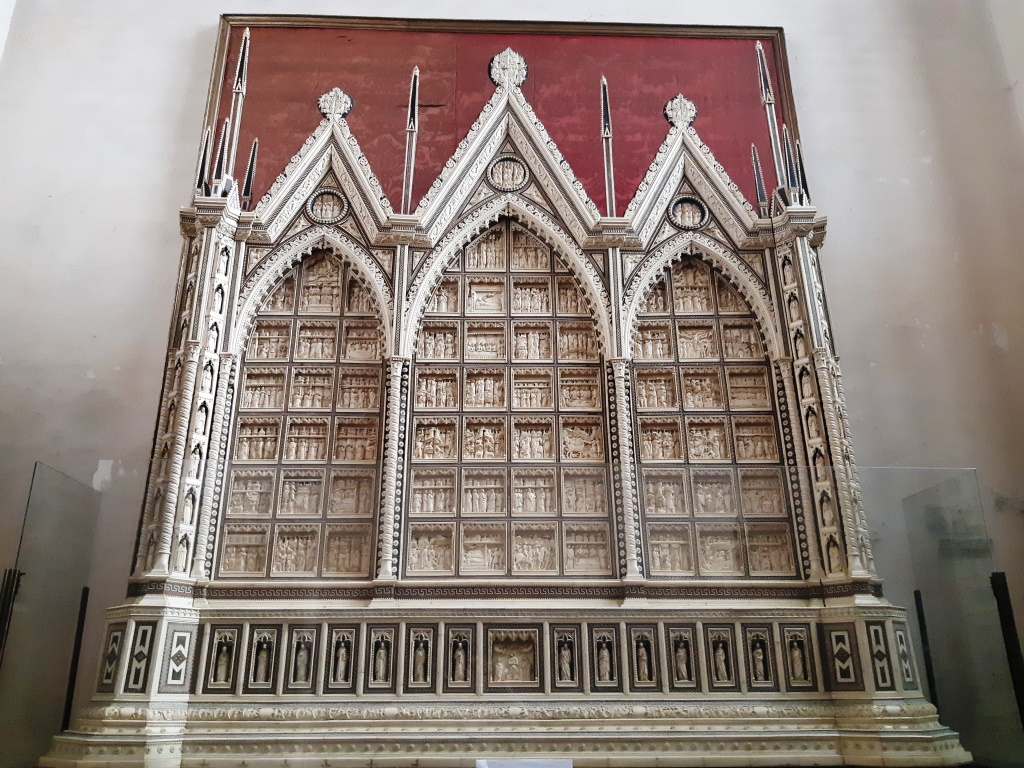
Trittico degli Embriachi, Certosa di Pavia.

Presso Heidelberg è stato aperto un museo dedicato all'avorio con materiali prevalentemente compresi in un periodo compreso tra il XVI ed il XVIII secolo. Nel Palazzo dell'Armeria del Cremlino di Mosca è conservato il trono eburneo dello zar Ivan IV di Russia il Terribile. L'Avorio Barberini, medievale, si trova al Louvre.
In Italia vi sono famose opere d'arte storiche in avorio: la cattedra vescovile di Massimiano a Ravenna in legno con placchette di avorio; il trittico degli Embriachi nella Certosa di Pavia; il dittico di Stilicone, il dittico di Claudiano e il dittico di re Davide e san Gregorio a Monza; gli Avori Salernitani a Salerno. Gli Avori di Grado andarono dispersi; alcune parti si trovano in Italia e all'estero.

## Caratteristiche chimico-fisiche
L'avorio è costituito da fosfato di calcio sotto forma di apatite microcristallina con basse porzioni di carbonato di calcio e di proteine come leganti.
- Durezza (secondo la Scala di Mohs): 2,5-3[1] 2-3[9]
- Densità: 1,70-1,95 g/cm³[1]
- Sfaldatura: assente[1][9]
- Frattura: scheggiosa[1] tipo fibroso[9]
- Colore: bianco caratteristico
- Colore della polvere/striscio: bianco[1][9]
- Lucentezza: cerea[1]
- Fluorescenza: bianco-azzurra, giallastra (specialmente in esemplari antichi)[1], varie tonalità dal blu all'azzurro[9]

Trasparenza: da traslucido a opaco
.Rifrazione: 1,53-1,54
- Pleocroismo: assente[9]
- Dispersione: assente[9]

A contatto con il fuoco l'avorio brucia.

## Avorio artificiale
Vi è la "polvere di avorio" ottenuta tramite gli scarti di lavorazione, legata con una resina (collante) dello stesso colore, quindi lavorata.
Esistono diversi tipi di avorio artificiale, fabbricati già dall'Ottocento. I falsi avori spesso non presentano macchie, sono perfettamente bianchi sulla superficie, troppo per essere credibili.
Nell'Ottocento fu prodotta l'avoriolina, un materiale ottenuto da amalgami di cellulosa opportunamente inumidita ed ossa polverizzate o scarti d'avorio e resine polimeriche, colate in stampi.
Vi è anche l'avorina, materiale a base di celluloide.
Vi è, inoltre, l'"odontolite" ricavata da zanne di animali fossili, tipo i mammuth e i mastodonti.
La galalite, una materia plastica a base di caseina, proteina presente nel latte, è utilizzata dagli inizi del Novecento, viene prodotta ancora oggi e si usa come semilavorato per bottoni e accessori moda. Tra le diverse imitazioni naturali riprodotte in galalite, l'avorio artificiale risulta tra i più somiglianti e anche se leggermente più leggero, le origini proteiche della caseina conferiscono alla galalite delle caratteristiche di lavorabilità, colore e tatto molto simili all'avorio originale.
La celluloide, inventata da John Wesley Hyatt negli anni sessanta dell'Ottocento, è stata utilizzata anch'essa come avorio artificiale. Si può distinguere dall'avorio dal minore peso specifico, dalla maggiore fragilità, dal contenuto in canfora il cui odore viene liberato strofinando energicamente o infine dall'osservazione delle venature, che tentano di imitare le "linee di Schreger", le linee di accrescimento naturale, ma risultano nel caso della celluloide troppo regolari.

## Sostituti
In natura il primo materiale ad essere utilizzato in vece dell'avorio è l'osso, tuttavia questo materiale è riconoscibile per la struttura fibrosa e la grana grossolana.
Anche il corozo (o Tagua), un materiale ricavato dai semi che provengono da una palma chiamata Phytelephas macrocarpa è indicato come sostituto dell'Avorio tradizionale in forma vegetale.

## Taglio
Visto che l'avorio è molto tenero, questa gemma è duttile ad essere intagliata in qualsiasi modo.